# Cantó de Le Tampon-2
El cantó de Le Tampon-2 és un cantó de l'illa de la Reunió, regió d'ultramar francesa de l'oceà Índic. Correspon a una fracció de la comuna de Le Tampon, en particular la Plaine des Cafres.

## Història
| Data d'elecció | Identitat      | Partit |
| -------------- | -------------- | ------ |
| 2008 -         | Maurice Hoarau |        |